# Liparis barbatus
Liparis barbatus is een straalvinnige vis uit de familie van de slakdolven (Liparidae). De wetenschappelijke naam van de soort werd in 1832 gepubliceerd door Ekström.